# TSC1
L'esclerosi tuberosa 1 (TSC1), també coneguda com hamartina, és una proteïna que en humans està codificada pel gen TSC1.

## Funció
TSC1 funciona com una co-chaperona que inhibeix l'activitat ATPasa de la chaperona Hsp90 (proteïna de xoc tèrmic-90) i desaccelera el seu cicle de chaperona. Tsc1 funciona com a facilitador de Hsp90 en l'acompanyament de clients de cinases i no quinases, inclòs Tsc2, evitant per tant la seva ubiqüitinació i degradació al proteasoma. TSC1, TSC2 i TBC1D7 és un complex multiproteic també conegut com a complex TSC. Aquest complex regula negativament la senyalització de mTORC1 funcionant com una proteïna activadora de GTPase (GAP) per a la petita GTPase Rheb, un activador essencial de mTORC1. El complex TSC ha estat implicat com a supressor de tumors.

## Importància clínica
Els defectes d'aquest gen poden causar esclerosi tuberosa, a causa d'un deteriorament funcional del complex TSC.Els defectes en TSC1 també poden ser una causa de displàsia cortical focal. TSC1 pot estar implicat en la protecció de les neurones cerebrals a la regió CA3 de l'hipocamp dels efectes de l'ictus.

## Interaccions
S'ha demostrat que TSC1 interactua amb:
- AKT1,
- HSP70
- HSP90
- NEFL,
- PLK1, i
- TSC2.